# Gis Gelati
El equipo Gis Gelati fue un equipo ciclista italiano, de ciclismo en ruta que compitió entre 1978 y 1988. No se tiene que confundir con el posterior Gis Gelati-Benotto.
De su palmarés destaca sobre todo la victoria final al Giro de Italia por parte de Francesco Moser.

## Corredor mejor clasificado en las Grandes Vueltas
| Año  | Giro de Italia        | Tour de Francia      | Vuelta a España      |
| ---- | --------------------- | -------------------- | -------------------- |
| 1978 | 34.º Bruce Biddle     | -                    | -                    |
| 1979 | 18.º Carmelo Barone   | -                    | -                    |
| 1980 | 2.º Wladimiro Panizza | -                    | -                    |
| 1981 | 3.º Giuseppe Saronni  | -                    | -                    |
| 1982 | 11.º Eddy Schepers    | -                    | -                    |
| 1983 | 23.º Fabrizio Verza   | -                    | -                    |
| 1984 | 1.º Francesco Moser   | -                    | 10.º Francesco Moser |
| 1985 | 2.º Francesco Moser   | -                    | -                    |
| 1986 | 8.º Marco Giovannetti | 41.º Silvano Contini | -                    |
| 1987 | 6.º Marco Giovannetti | -                    | -                    |
| 1988 | 6.º Marco Giovannetti | -                    | -                    |

## Principales resultados
- Milán-San Remo: Roger De Vlaeminck (1979), Francesco Moser (1984)
- Omloop Het Nieuwsblad: Roger De Vlaeminck (1979)
- Giro de la Romagna: Giuseppe Saronni (1981)
- Milán-Turín: Francesco Moser (1983)
- Giro del Trentino: Harald Maier (1983), Harald Maier (1985)
- Giro del Lacio: Francesco Moser (1984)
- Giro de los Apeninos: Francesco Moser (1985)
- Semana Internacional de Coppi y Bartali: Adriano Baffi (1988)

### A las grandes vueltas
- Giro de Italia
  - 11 participaciones (1978, 1979, 1980, 1981, 1982, 1983, 1984, 1985, 1986, 1987, 1988)
  - 23 victorias de etapa:
    - 3 el 1979: Roger De Vlaeminck (3)
    - 7 el 1980: Giuseppe Saronni (7)
    - 3 el 1981: Giuseppe Saronni (3)
    - 1 el 1983: Palmiro Masciarelli
    - 4 el 1984: Francesco Moser (4)
    - 3 el 1985: Francesco Moser (3)
    - 2 el 1987: Johan van der Velde (2)

  - 1 clasificaciones finales:
    - Francesco Moser (1984)

  - 5 clasificaciones secundarias:
    - Clasificación por puntos: Giuseppe Saronni  (1980, 1981), Johan van der Velde (1987, 1988)
    - Clasificación de los jóvenes: Marco Giovannetti (1986)

- Tour de Francia
  - 1 participación (1986)
  - 0 victorias de etapa:
  - 0 clasificaciones finales:
  - 0 clasificaciones secundarias:

- Vuelta a España
  - 1 participación (1984)
  - 4 victorias de etapa:
    - 4 el 1984: Francesco Moser (2), Roger De Vlaeminck, Palmiro Masciarelli

  - 0 clasificaciones finales:
  - 0 clasificaciones secundarias: